# Twardziele (film 1986)
Twardziele (ang. Tough Guys) – amerykańska komedia sensacyjna z 1986 w reżyserii Jeffa Kanewa. Główne role zagrali: Kirk Douglas i Burt Lancaster, a partnerują im m.in.: Eli Wallach i Charles Durning.
Był to 7 i ostatni film w którym wystąpili wspólnie Douglas i Lancaster.

## Obsada
- Kirk Douglas – Archie Long
- Burt Lancaster – Harry Doyle
- Eli Wallach – Leon B. Little
- Charles Durning – Deke Yablonski
- Dana Carvey – Richie Evans
- Alexis Smith – Belle
- Darlanne Fluegel – Skye
- Billy Barty – Philly
- Monty Ash – Vince
- Simmy Bow – Schultz
- Darlene Conley – Gladys Ripps
- Nathan Davis – Jimmy Ellis

## Zarys fabuły
Dwaj przyjaciele Archie i Harry wychodzą po 30 latach z więzienia, gdzie trafili za napad na pociąg. Na wolności Harry zostaje skierowany do domu spokojnej starości, a Archie otrzymuje pracę jako kelner. Starsi panowie nie potrafią jednak podporządkować się nowej rzeczywistości. Gdy sytuacja staje się nie do wytrzymania postanawiają ponownie obrabować ten sam pociąg, lecz tym razem tak by nie dać się złapać.